# Hans Ils
Hans Ils (* 12. Mai 1906 in Weißenhorn; † 25. März 1988 in Freiburg im Breisgau) war ein sozialdemokratischer Politiker und Widerstandskämpfer gegen den Nationalsozialismus.

## Leben
Während seines Jurastudiums an der Universität Berlin schloss der Sohn eines Ladenbesitzers sich 1928 der SPD und der Sozialistischen Studentenschaft an. 1931 trat er der Linksabspaltung Sozialistische Arbeiterpartei Deutschlands (SAPD) bei, nach der Machtübernahme durch die NSDAP war Ils an der Organisierung der Untergrundarbeit der SAPD in Berlin beteiligt. Im Dezember 1933 von der Gestapo verhaftet, wurde Ils 1934 zu zwei Jahren Haft verurteilt. Nach der Entlassung aus dem Gefängnis arbeitete er bis 1942 als Angestellter und wurde 1943 zur Wehrmacht eingezogen, war aber aus Gesundheitsgründen nicht „frontverwendungsfähig“.
1946 trat Ils wieder der SPD bei und arbeitete als Assistent eines Wirtschaftsprüfers und absolvierte ein Studium der Volkswirtschaftslehre an der Humboldt-Universität, welches er mit einer Promotion abschloss. 1950 bis 1953 war er bei der Bundesbahn tätig, anschließend baute er die Wirtschaftsabteilung beim Vorstand der IG Metall auf und war 1955 bis 1971 Arbeitsdirektor in der Georgsmarienhütte bei den Klöckner-Werken.
Von 1965 bis 1969 gehörte Ils dem Bundestag an.